# Клобук (мифология)
Клобук (пол. kłobuk, kołbuk) — дух-обогатитель в народных представлениях поляков (дух хозяйственного благополучия и достатка). Считалось что он «заводится» у тех хозяев, кто решается на обогащение с помощью нечистой силы. Клобук состоит в услужении у одного из домочадцев, обогащая его на условиях определённого договора с человеком; в случае же нарушения условий содержания духа и обхождения с ним, он не только прекращал заботиться о хозяине дома, но и насылал несчастья, бедствия, поджигал дом, а затем исчезал.
Считалось, что духа-обогатителя можно вывести из особого яйца (чёрной курицы или из «петушиного»), либо просто найти случайно после сильного ливня в виде мокрого цыплёнка, птенца (либо даже купить у «знающих» людей); с другой стороны, чтобы заполучить такого «помощника», люди специально погребали под своим домом выкидыш или мертворожденного ребёнка, веря, что через какое-то время его душа превратится в «домовика». Польское население Вармии и Мазур считало, что именно таким образом можно «вырастить» для своего хозяйства духа-обогатителя клобука: когда в семье рождался мертворожденный младенец, родители закапывали его под порогом дома и ждали, что через 7 дней (либо 7 месяцев, 7 лет) появится его душа и будет просить её окрестить, — тогда следовало сказать: «Будешь клобуком!»; после этого в доме появится мифический «помощник».